# José Patricio Guggiari
José Patricio Guggiari Corniglioni (Asunción, 17 de marzo de 1884-Buenos Aires, 29 de octubre de 1957) fue un político paraguayo, presidente de la República del Paraguay por el Partido Liberal entre 1928 y 1932.
En 1931, tras la sangrienta represión contra una manifestación que pedía una actuación más enérgica en defensa del Chaco, abandonó el cargo para ser juzgado por el Parlamento. Absuelto, recuperó la presidencia.

## Biografía
Las constancias del Registro Civil señalaban que era asunceno, nacido en esta capital el 17 de marzo de 1884, en el hogar de los esposos don Pedro Guggiari y doña Petrona Corniglione, con ascendencia suiza italiana. Casado con doña Rosa Ramona Rojas, fue padre de María Estela y José Antonio Guggiari Rojas (casado con Alejandrina Marasco). Tuvo además a Clementina (casada con Miguel Peralta).
Entregado su padre a los menesteres comerciales e industriales con miembros de su familia, el pequeño José Patricio es llevado a Villarrica del Espíritu Santo, en donde recogerá más tarde los persuasivos registros oratorios – que lo hicieron célebre – característica bien que evidente de aquella histórica región. Allí cursaba la escuela primaria.
Inicia y completa los estudios secundarios en el Colegio Nacional de la Capital y en 1901 egresa de bachiller en ciencias y letras. De inmediato da comienzo a su carrera universitaria.
En 1910 se gradúa de doctor en derecho y ciencias sociales, pero su inclinación no sería ya profesional sino política.
Conviene recordar algunos quehaceres anteriores a su llegada a la primera magistratura para exponer así su capacidad de servicio. El 8 de agosto de 1904 figura entre los que pasan a la orilla argentina al descubrirse la conspiración liberal. El 30 de abril de 1906, suscribe el acta de fundación de la Liga de la Juventud Independiente, cuyo original conserva hasta el final de sus días. También ejerció los cargos de agente fiscal en lo Penal y más tarde como fiscal general del Estado entre los años 1908 y 1910. Posteriormente se incorpora de lleno al liberalismo, del que ha de ser titular en 1924.
Diputado, en 1913; presidente de la Cámara respectiva en 1918. En el intermedio se desempeña como ministro del interior de Manuel Gondra (1920), siendo ese el pretexto para el levantamiento militar. Luego diputado, en 1924 y presidente de la Cámara.
Asume, la presidencia de la República el 15 de agosto de 1928, de manos de Eligio Ayala.

## Presidencia
Fue el primer presidente electo democráticamente con libre participación política en la historia del Paraguay, derrotando al candidato la Asociación Nacional Republicana, don Eduardo Fleitas.
En el Gobierno, estuvo secundado por el vicepresidente Emiliano González Navero y su Gabinete lo integraron: Eligio Ayala, Rodolfo González y Justo Pastor Benítez, en el Ministerio de Hacienda; Belisario Rivarola, Luis De Gásperi, Justo Pastor Benítez y Víctor Abente Haedo, en Interior; Rodolfo González, Eladio Velásquez, Justo Pastor Prieto, Justo Pastor Benítez y Alejandro Arce, en Justicia, Culto e Instrucción Pública; Eliseo Da Rosa, Manlio Schenoni y Raúl Casal-Ribeiro, en Guerra y Marina; Gerónimo Zubizarreta e Higinio Arbo, en Relaciones Exterior
En 1928 se constituye, con escaso suceso, a pesar de las circunstancias, el Congreso Nacional de Defensa; en 1929 es creado, tras arduos debates, el Arzobispado (que no intentaba ser más que una expresión autonómica), siendo nombrado Juan Sinforiano Bogarín. En 1931 el antiguo pueblo de Ajos pasa a denominarse “Coronel Oviedo”, en homenaje a uno de sus más ilustres hijos, quien aún vivía. Son creadas las respectivas Escuelas de Odontología y Ciencias Económicas, base de las Facultades que llegaron después. La educación, tanto civil como militar, tampoco ha sido descuidada; en 1929 se sanciona la Ley 1.048 de Reforma Universitaria, que venía remolcándose desde 1926. En 1931 se establece un nuevo plan de estudios para el Colegio Nacional y en el orden castrense se habilita la Escuela Superior de Guerra. También se adquirieron las cañoneras Humaitá y Paraguay que fueron claves durante la Guerra del Chaco, que comenzó hacia el final de su gobierno.
Por entonces ya hay 810 escuelas primarias, 2.452 maestros y 108.222 alumnos.
En tanto, igualmente la incipiente izquierda activa desde el manifiesto del Nuevo Ideario Nacional (1929) y desde “La Palabra” (1930), ambas por parte del Partido Comunista Paraguayo, concretándose su actividad con la ocupación de Encarnación y su correspondiente proclama revolucionaria el 20 de febrero de 1931.

## Masacre del 23 de octubre de 1931
Continuando con la serie de entregas sobre la nomenclatura de las calles de Asunción y la historia que encierra cada una de esas denominaciones, elaborada por la señora Evanhy de Gallegos, se darán detalles sobre la calle 23 de Octubre, teniendo en cuenta la cercanía de la fecha.
Por la Ordenanza 649 de 1942, se denomina 23 de Octubre a la calle que comienza al Sur frente al templo de La Recoleta, en  la avenida Mariscal López, y se orienta hacia el Norte hasta la avenida España. Es la segunda paralela al Este de la avenida Santísimo Sacramento y paralela a las calles Máximo Lira y Eliseo Reclus, en el barrio Villa Morra.
La manifestación estudiantil del 23 de octubre de 1931 fue de no más de 400 jóvenes, motivados por la falta de respuesta a la penetración boliviana en el Chaco.
Era presidente de la República el político liberal doctor José P. Guggiari.
En ese entonces, el Colegio Nacional funcionaba en el histórico edificio de Eligio Ayala entre Yegros e Iturbe, donde toda la manzana había sido residencia de Madame Elisa Lynch.
Los sangrientos sucesos ocurrieron cuando los estudiantes del Colegio Nacional de la Capital, reunidos en asamblea el 20 de octubre de 1931, decidieron reclamar al presidente de la República la necesidad de defender el Chaco, lo que se pedía desde todos los sectores de la sociedad. 
Tres eran los puntos resaltantes:
- Protestar por los hechos de Samaklay.
- Pedir una política más enérgica en la cuestión fronteriza con Bolivia.
- Solicitar el regreso de los altos jefe militares, en misión de estudios en el extranjero, para ser enviados al Chaco.
El Centro de Estudiantes del Colegio Nacional, cumpliendo con los trámites, solicitó permiso para la tarde del día 22, lo que les fue concedido por la Jefatura de Policía. El itinerario fijado fue el siguiente: Calle 14 de Julio, hoy Mariscal Estigarribia; Palma; Convención, hoy O’Leary, hasta llegar al Palacio de López, donde el orador, ante el jefe de Estado Guggiari, sería el presidente del Centro de Estudiantes, M. Agustín Ávila. Llegado el día 22 por la mañana, desde la secretaría de la presidencia de la República, el doctor Efraín Cardozo les informó que debían presentar el discurso por escrito, lo que les obligó a presentar la nota al mediodía, cumpliendo con el requisito. Así y todo, el doctor Cardozo les informó que el presidente debía consultar con sus ministros, sobre la entrevista, y les devolvió el discurso escrito. Los estudiantes manifestaron que ya no podrían suspender la marcha, que se iniciaría a las 16 horas, y para la cual se contaba con el permiso policial concedido el día antes.
Por la tarde, la Plaza Uruguaya se fue colmando de estudiantes que decían discursos patrióticos, bajo los estruendos de los petardos traídos de Luque.
En medio de los discursos, los organizadores fueron invitados a llegar hasta la Jefatura de Policía, donde el mismo jefe que autorizó la manifestación, les pidió suspenderla o solamente llegar hasta la Plaza Independencia, más conocida como Plaza de Armas.
Le respondieron que era tarde porque la caminata ya estaba en plena marcha. Los estudiantes, con banderas, habían comenzado a desplazarse hacia el Palacio de López, en medio del aplauso de los vecinos. Al llegar a los jardines de frente al Palacio, cantaron el Himno Nacional y fueron informados que el presidente Guggiari no estaba en su despacho. El disgusto fue generalizado.  Los jóvenes consideraron que era un agravio el desaire presidencial, lo que no había ocurrido cuando fue asesinado Rojas Silva, recibiendo el presidente Eligio Ayala a los manifestantes que reclamaron por el sangriento suceso.
El Centro de Estudiantes decidió entonces llegar hasta el Colegio Militar, actual Congreso de la Nación, donde plantaron una bandera y los jóvenes oradores fueron expresando su protesta por la ocupación boliviana del Chaco. Para colmar la tensión, se hizo presente el mayor Arturo Bray pidiendo que se retiren “hacia alguna plaza”.  Fueron echados del lugar donde se formaban los soldados que debían defender el Chaco. Abandonaron el lugar y fueron hasta la residencia del mayor Rafael Franco, quien salió a la puerta y les dijo que “compartía sus inquietudes, pero que estaba en situación de retiro”.
La masa estudiantil fue entonces hasta el domicilio del presidente Guggiari, donde fueron reprimidos por la Policía. Esa fue una noche difícil, siendo perseguidos por la ciudad, lo que no impidió que fueran a clases el 23 de octubre de 1931.
Reunidos  nuevamente en asamblea, decidieron “hacerse escuchar por el presidente de la República”.  Para la nueva marcha invitaron a las compañeras de la Escuela Normal, con masiva aceptación, y a los universitarios de la Facultad de Derecho y de Medicina.
La manifestación llegó frente al Palacio de Gobierno a media mañana.
Con estribillos reclamaron la presencia del jefe de Estado.  En lo alto del edificio ya estaban emplazadas ametralladoras y una compañía de fusileros ingresó por la puerta del Palacio que da a la bahía.
El estado de tensión se cortó con gritería cuando fueron ametrallados.
Ante el pánico de los estudiantes, hubo un cuerpo a tierra generalizado y una huida en la que muchos cayeron fusilados por la espalda.
El resultado fue 10 estudiantes muertos, 24 estudiantes heridos, 1 anciano muerto, 5 heridos  no estudiantes y 25 estudiantes heridos que pudieron escapar.
En total 65 víctimas, de las cuales 59 fueron estudiantes: 10 muertos y 49 heridos.
Hubo una normalista heroína de la jornada, Josefina Adelaida Rodi, alumna de la  Escuela Normal que estaba en las primeras filas como abanderada. Al producirse los disparos, Adelaida no huyó por las descargas. Avanzó con su bandera en alto, con el asta rota y subió la escalinata del Palacio, siendo brutalmente golpeada con sable por el oficial del Batallón de  Seguridad José F. López. La estudiante y dos compañeros consiguieron llegar frente a frente con el presidente de la república, quien le gritó: “Esta bandera es indigna de estar en sus manos”.  Adelaida Rodi le respondió: “EL INDIGNO ES USTED”.
Cuando fue llamada a declarar en el Juicio Político a José P. Guggiari se lo volvió a repetir: “EL INDIGNO ES USTED”.
El poeta Julio Correa, desde su retiro de Luque, produjo para la historia el poema: BANDERA DEL 23 DE OCTUBRE.

## Asilo en Buenos Aires, Argentina
Con la revolución del 17 de febrero de 1936, la renuncia del presidente Eusebio Ayala. José P., como era conocido, abandona el territorio paraguayo, queda un tiempo en Clorinda y Formosa, donde recibe las alarmantes noticias de que el presidente de la Victoria doctor Ayala y el glorioso conductor de la guerra, el General José Félix Estigarribia, se hallaban detenidos. Más tarde se traslada a Buenos Aires, donde fija residencia. Estaba casado con Rosa Rojas. Sus hijos le acompañaron en el destierro, especialmente María Stella, quien fuera enfermera en la guerra del Chaco, y que residía en Rosario, de la República Argentina. Su otra hija Clementina, casada con Wenceslao Peralta, que con el tiempo se radicaron en La Colmena y los nietos: José, Titín, Pedro Bruno, Teresa y Martha. El único hijo varón de José P., se llamaba José Antonio.
En Buenos Aires, a pesar del destierro, la tristeza y nostalgia, él estaba rodeado permanentemente de sus compatriotas, de la gran colectividad paraguaya, y también allí era el ídolo indiscutible de esa gente y sin olvidar a los argentinos que también se prodigaban para que José P., se sienta como en su propio país.
En junio de 1940, durante la presidencia del General Estigarribia, con la noticia del fallecimiento de su madre, vuelve al Paraguay, por tren, hasta Villarrica. Vuelve al destierro durante la presidencia del General Higinio Morínigo, en septiembre de 1940. Cuando en 1946, el presidente Morínigo da un giro en pro de la democracia, amnistía para todos los paraguayos, el regreso de José P., aquel 14 de agosto, fue memorable. Día de sol, los lapachos con sus bellas flores. Nunca hubo una multitud comparable, superando en cantidad, a las visitas años después de dos líderes americanos: Juan Domingo Perón y Getulio Vargas.
La primavera democrática duró solamente 6 meses y de vuelta al exilio hasta su muerte el 29 de octubre de 1957.
"Al orgullo de ser liberal solo lo supera el honor de ser paraguayo", famosa frase del político liberal.